# Giulia Lorenzoni
Giulia Lorenzoni (ur. 11 marca 1940 w Rezzato) – włoska florecistka, brązowa medalistka mistrzostw świata.
Podczas mistrzostw świata w Paryżu w 1965 roku Włoszki składzie: Bruna Colombetti, Mariangela Fissore, Giulia Lorenzoni, Giovanna Masciotta i Antonella Ragno zdobyły brązowy medal we florecie drużynowym. Był to jedyny medal Lorenzoni wywalczony w zawodach tego cyklu.
Na igrzyskach olimpijskich w Meksyku w 1968 roku była szósta w zawodach drużynowych. Na rozgrywanych cztery lata później igrzyskach olimpijskich w Monachium indywidualnie dotarła do półfinałów, a w turnieju drużynowym była czwarta. Brała też udział w igrzyskach olimpijskich w Montrealu w 1976 roku, gdzie indywidualnie dotarła do drugiej rundy, drużynowo była piąta.